# Élections cantonales françaises de 1982
Des élections cantonales sont organisées en France les 14 et 21 mars 1982.

## Contexte
Le scrutin a lieu un peu moins d'un an après le double succès de la gauche à la présidentielle et aux législatives. Les cantons concernés appartiennent à la série de 1976, auxquels s'ajoutent 186 nouveaux cantons, surtout urbains.
Une attaque très vive contre le franc a lieu les 18 et 19 mars 1982, la spéculation jouant sur la possibilité d'un "ajustement monétaire" après le second tour des élections cantonales des 14 et 21 mars, qui sont comme attendu perdues par la gauche au pouvoir. Les médias rappellent que Valéry Giscard d'Estaing avait, le 14 mars 1976, au soir du second tour d'élections cantonales, fait sortir en catastrophe le franc du " serpent monétaire".
Le taux du marché monétaire parisien passe de 14,25 % à 17% en quelques jours, la Banque de France maintenant ses taux d'intérêt à 17 % ensuite, péripétie rappelant la période de l'installation à Matignon de Pierre Mauroy, le 21 mai 1981, quand ce taux avait été "brusquement porté à 20 %". Pour stopper cette spéculation, les milieux communautaires de Bruxelles assurent qu'un nouveau réalignement des parités "est exclue actuellement", tandis qu'une conversation téléphonique réunit Helmut Schmidt et François Mitterrand et que  Jacques Delors fait savoir qu'il n'est "pas question de dévaluer le franc". Parallèlement, les banques centrales européennes d'Allemagne des Pays-Bas et de la Suisse accordent leur appui ostensible. La première a diminué un de ses taux directeurs pour la quatrième fois depuis le 8 octobre, ramené de 10% à 9,5%. Les instituts d'émission néerlandais et helvétique ont aux aussi abaissé leurs taux d'escompte d'un demi-point, revenus à respectivement 8% et le  5,5%. Le Monde cite alors "des conseillers du gouvernement", qui font "contre mauvaise fortune bon cœur" car la dévaluation est exclue à court terme, mais pensent qu'elle pourrait avoir lieu pendant la préparation du budget 1983, afin de "faire passer un frisson salutaire dans le dos des ministres dépensiers" et réduire ce déficit et font savoir que le président de la République a demandé "une action énergique visant à contenir ce déficit dans la limite de 3 % du PIB"
La spéculation reprend quelques mois après en décembre 1982 sur de nouvelles rumeurs, obligeant la Banque de France à dépenser 200 millions de dollars par jour pour défendre le franc puis 800 millions de dollars par jour, sur une démission "probable" de Jacques Delors, qui serait "isolé" au sein du gouvernement français, au prétexte qu'une réunion prévue à Bruxelles des ministres des finances de l'Europe été avancée de trois jours. Jacques Delors dément catégoriquement en soulignant que "s'il faut doubler la rangée de canons pour défendre le franc, nous la doublerons", suggérant des taux d'intérêt encore plus élevés, les taux de l'eurofranc au jour le jour grimpant à "plus de 100%". Ces rumeurs de "réajustement" lors d'une réunion avancée à Bruxelles évoquent une dévaluation de la lire et de la couronne danoise couplée à une réévaluation du mark et du florin, ainsi qu'une "de rentrée  la livre sterling dans le SME". Le Monde estime que "les Américains eux-mêmes" sont en train de prendre conscience "des effets ravageurs d'une surévaluation de 20%" du dollar et que "la clé du problème est dans les mains des Allemands, que leurs partenaires voudraient forcer à réévaluer".
Le Monde décrit aussi un système monétaire européen "secoué" et "mis à mal par la baisse de la monnaie américaine" causé par la "diminution des taux d'intérêt à New-York", qui renforce les monnaies fortes, mark et florin, déclenchant "une attaque en règle contre les monnaies faibles" du SME en raison de "rumeurs, les plus incontrôlées et les plus incontrôlables" sur un "réajustement des parités" ou une "sortie de la France du SME.

## Résultats
Le taux d'abstention est relativement faible (record pour des cantonales sous la Ve République), avec 31,58 % au premier tour et 29,82 % au second.
Malgré les grands espoirs du Parti socialiste après les législatives de 1981, ces élections voient le succès de l'opposition de droite, qui s'est unie pour ces cantonales, se répartissant les cantons entre ses différentes formations : RPR et composants de l'UDF (CDS, PR, PRV, MDS). La droite (RPR et UDF principalement) remporte ainsi 264 sièges de conseillers généraux en plus, la gauche en perdant 1998.
Parmi les vaincus, le Parti socialiste limite les dégâts avec 10 sièges en moins, mais c'est une douche froide pour les communistes qui en perdent 45, ainsi que pour les radicaux de gauche qui en perdent 28 (un tiers de leurs sièges). Le ministre socialiste de la communication Georges Fillioud est toutefois le seul membre du gouvernement à ne pas être réélu sur les huit qui se présentaient à ces élections.
La droite enregistre le gain net de huit départements avec neuf basculements en sa faveur (Allier, Côte d'Or, Eure, Meurthe-et-Moselle, Haute-Saône, Saône-et-Loire, Savoie, Seine-et-Marne, Essonne), pour élever son total à 59 présidences sur 95 (en métropole). La gauche conserve la Corse-du-Sud et gagne la Corrèze au bénéfice de l'âge, de même que la droite pour l'Aisne, l'Allier et la Saône-et-Loire (avec dans ce dernier département le revirement d'un élu MRG, doyen d'âge de l'Assemblée).

### Résultats nationaux
| Partis politiques ou coalitions | Partis politiques ou coalitions    | Premier tour, | Premier tour, | Premier tour, | Second tour, | Second tour, | Second tour, | Sièges | Sièges    |
| Partis politiques ou coalitions | Partis politiques ou coalitions    | Voix          | %             | Sièges        | Voix         | %            | Sièges       | Total  | Variation |
| ------------------------------- | ---------------------------------- | ------------- | ------------- | ------------- | ------------ | ------------ | ------------ | ------ | --------- |
|                                 | Parti socialiste                   | 3 737 015     | 29,71         | -             | 2 659 325    | 34,85        | -            | 509    | -5        |
|                                 | Parti communiste français          | 2 000 345     | 15,90         | -             | 1 038 659    | 13,61        | -            | 198    | -44       |
|                                 | Mouvement des radicaux de gauche   | 217 143       | 1,72          | -             | 132 798      | 1,74         | -            | 61     | -27       |
|                                 | Divers gauche                      | 214 328       | 1,70          | -             | 120 880      | 1,58         | -            | 54     | -24       |
|                                 | Gauche parlementaire               | 6 168 831     | 49,03         | -             | 3 951 662    | 51,78        | -            | 822    | -100      |
|                                 |                                    |               |               |               |              |              |              |        |           |
|                                 | Union pour la démocratie française | 2 344 221     | 18,64         | -             | 1 176 309    | 15,41        | -            | 470    | +69       |
|                                 | Rassemblement pour la République   | 2 262 245     | 17,98         | -             | 1 725 976    | 22,62        | -            | 336    | +146      |
|                                 | Divers droite                      | 662 989       | 8,82          | -             | 771 944      | 10,11        | -            | 380    | +51       |
|                                 | Droite parlementaire               | 6 252 460     | 49,70         | -             | 3 674 229    | 48,14        | -            | 1 186  | +266      |
|                                 |                                    |               |               |               |              |              |              |        |           |
|                                 | Extrême gauche                     | 73 382        | 0,58          | -             | 2 728        | 0,03         | -            | 5      | +1        |
|                                 | Divers écologiste                  | 55 589        | 0,44          | -             | 522          | 0,00         | -            | 0      | 0         |
|                                 | Extrême droite                     | 25 273        | 0,20          | -             | –            | –            | -            | 1      | 0         |
|                                 |                                    |               |               |               |              |              |              |        |           |
| Inscrits                        | Inscrits                           | 19 000 860    | 100,00        |               | 11 249 753   | 100,00       |              |        |           |
| Abstentions                     | Abstentions                        | 6 046 926     | 31,82         |               | 3 375 810    | 30,00        |              |        |           |
| Votants                         | Votants                            | 12 953 934    | 68,17         |               | 7 873 943    | 70,00        |              |        |           |
| Blancs et nuls                  | Blancs et nuls                     | 378 399       | 2,92          |               | 244 802      | 3,11         |              |        |           |
| Exprimés                        | Exprimés                           | 12 575 535    | 97,08         |               | 7 629 141    | 96,89        |              |        |           |

## Présidents de conseil généraux élus

### Rapport de force
|        |  |      | Sortantes | Sortantes | Élues | Élues |
| ------ |  | ---- | --------- | --------- | ----- | ----- |
| Gauche |  | PCF  | NC        | NC        | 3     | 36    |
| Gauche |  | PS   | NC        | NC        | 28    | 36    |
| Gauche |  | MRG  | NC        | NC        | 5     | 36    |
| Droite |  | UDF  | NC        | NC        | 43    | 63    |
| Droite |  | RPR  | NC        | NC        | 18    | 63    |
| Droite |  | CNIP | NC        | NC        | 2     | 63    |

### Par département
|                        | Département              | Président                      | Parti                          | Parti                          |
| ---------------------- | ------------------------ | ------------------------------ | ------------------------------ | ------------------------------ |
| 01                     | Ain                      | Roland Ruet                    |                                | UDF-PR                         |
| 02                     | Aisne                    | André Godard                   |                                | UDF                            |
| 03                     | Allier                   | Henri Coque                    |                                | UDF                            |
| 04                     | Alpes-de-Haute-Provence  | Claude Delorme                 |                                | PS                             |
| 05                     | Hautes-Alpes             | Marcel Lesbros                 |                                | UDF                            |
| 06                     | Alpes-Maritimes          | Jacques Médecin                |                                | app. RPR                       |
| 07                     | Ardèche                  | André Chabanel                 |                                | UDF-PR                         |
| 08                     | Ardennes                 | Jacques Sourdille              |                                | RPR                            |
| 09                     | Ariège                   | André Saint-Paul               |                                | PS                             |
| 10                     | Aube                     | Bernard Laurent                |                                | UDF-CDS                        |
| 11                     | Aude                     | Robert Capdeville              |                                | PS                             |
| 12                     | Aveyron                  | Jean Puech                     |                                | UDF-PR                         |
| 13                     | Bouches-du-Rhône         | Louis Philibert                |                                | PS                             |
| 14                     | Calvados                 | Michel d'Ornano                |                                | UDF-PR                         |
| 15                     | Cantal                   | Pierre Raynal                  |                                | RPR                            |
| 16                     | Charente                 | Pierre-Rémy Houssin            |                                | RPR                            |
| 17                     | Charente-Maritime        | Philippe Marchand              |                                | PS                             |
| 18                     | Cher                     | Jean-François Deniau           |                                | UDF-PR                         |
| 19                     | Corrèze                  | Armand Boucheteil              |                                | PCF                            |
| 2A                     | Corse-du-Sud             | Jean-Dominique Cesart          |                                | MRG                            |
| 2B                     | Haute-Corse              | François Giacobbi              |                                | MRG                            |
| 21                     | Côte-d'Or                | Robert Poujade                 |                                | RPR                            |
| 22                     | Côtes-du-Nord            | Charles Josselin               |                                | PS                             |
| 23                     | Creuse                   | André Chandernagor             |                                | PS                             |
| 24                     | Dordogne                 | Bernard Bioulac                |                                | PS                             |
| 25                     | Doubs                    | Georges Gruillot               |                                | UDF                            |
| 26                     | Drôme                    | Maurice Pic                    |                                | PS                             |
| 27                     | Eure                     | Henri Collard                  |                                | UDF                            |
| 28                     | Eure-et-Loir             | Robert Huwart                  |                                | MRG                            |
| 29                     | Finistère                | Louis Orvoën                   |                                | UDF-CDS                        |
| 30                     | Gard                     | Georges Benedetti              |                                | PS                             |
| 31                     | Haute-Garonne            | Léon Eeckhoutte                |                                | PS                             |
| 32                     | Gers                     | Jean-Pierre Joseph             |                                | PS                             |
| 33                     | Gironde                  | Philippe Madrelle              |                                | PS                             |
| 34                     | Hérault                  | Gérard Saumade                 |                                | PS                             |
| 35                     | Ille-et-Vilaine          | Pierre Méhaignerie             |                                | UDF-CDS                        |
| 36                     | Indre                    | André Laignel                  |                                | PS                             |
| 37                     | Indre-et-Loire           | André-Georges Voisin           |                                | app. RPR                       |
| 38                     | Isère                    | Louis Mermaz                   |                                | PS                             |
| 39                     | Jura                     | Pierre Brantus                 |                                | UDF-CDS                        |
| 40                     | Landes                   | Henri Scognamiglio             |                                | PS                             |
| 41                     | Loir-et-Cher             | Kléber Loustau                 |                                | UDF                            |
| 42                     | Loire                    | Lucien Neuwirth                |                                | RPR                            |
| 43                     | Haute-Loire              | Jacques Barrot                 |                                | UDF-CDS                        |
| 44                     | Loire-Atlantique         | Charles-Henri de Cossé-Brissac |                                | UDF-Rad                        |
| 45                     | Loiret                   | Kléber Malécot                 |                                | UDF                            |
| 46                     | Lot                      | Maurice Faure                  |                                | MRG                            |
| 47                     | Lot-et-Garonne           | Jean-François Poncet           |                                | UDF                            |
| 48                     | Lozère                   | Joseph Caupert                 |                                | UDF-PR                         |
| 49                     | Maine-et-Loire           | Jean Sauvage                   |                                | UDF-CDS                        |
| 50                     | Manche                   | Léon Jozeau-Marigné            |                                | CNIP                           |
| 51                     | Marne                    | Albert Vecten                  |                                | UDF-CDS                        |
| 52                     | Haute-Marne              | René Rollin                    |                                | UDF-Rad                        |
| 53                     | Mayenne                  | René Ballayer                  |                                | UDF-CDS                        |
| 54                     | Meurthe-et-Moselle       | Claude Huriet                  |                                | UDF                            |
| 55                     | Meuse                    | Rémi Herment                   |                                | UDF-CDS                        |
| 56                     | Morbihan                 | Raymond Marcellin              |                                | UDF                            |
| 57                     | Moselle                  | Julien Schvartz                |                                | RPR                            |
| 58                     | Nièvre                   | Noël Berrier                   |                                | PS                             |
| 59                     | Nord                     | Albert Denvers                 |                                | PS                             |
| 60                     | Oise                     | Henri Bonan                    |                                | PS                             |
| 61                     | Orne                     | Hubert d'Andigné               |                                | RPR                            |
| 62                     | Pas-de-Calais            | Roland Huguet                  |                                | PS                             |
| 63                     | Puy-de-Dôme              | Arsène Boulay                  |                                | PS                             |
| 64                     | Pyrénées-Atlantiques     | Franz Duboscq                  |                                | RPR                            |
| 65                     | Hautes-Pyrénées          | Hubert Peyou                   |                                | MRG                            |
| 66                     | Pyrénées-Orientales      | Guy Malé                       |                                | UDF                            |
| 67                     | Bas-Rhin                 | Daniel Hoeffel                 |                                | UDF-CDS                        |
| 68                     | Haut-Rhin                | Henri Goetschy                 |                                | UDF                            |
| 69                     | Rhône                    | Jean Palluy                    |                                | UDF-CDS                        |
| 70                     | Haute-Saône              | Jean Reybos                    |                                | UDF-CDS                        |
| 71                     | Saône-et-Loire           | Charles Pleindoux              |                                | UDF                            |
| 72                     | Sarthe                   | Michel d'Aillières             |                                | UDF-PR                         |
| 73                     | Savoie                   | Michel Barnier                 |                                | RPR                            |
| 74                     | Haute-Savoie             | Bernard Pellarin               |                                | UDF-PR                         |
| 75                     | Paris                    | Non concerné par les élections | Non concerné par les élections | Non concerné par les élections |
| 76                     | Seine-Maritime           | Jean Lecanuet                  |                                | UDF-CDS                        |
| 77                     | Seine-et-Marne           | Paul Séramy                    |                                | UDF-CDS                        |
| 78                     | Yvelines                 | Paul-Louis Tenaillon           |                                | UDF-CDS                        |
| 79                     | Deux-Sèvres              | Georges Treille                |                                | UDF-Rad                        |
| 80                     | Somme                    | Max Lejeune                    |                                | UDF-MDS                        |
| 81                     | Tarn                     | Jacques Durand                 |                                | PS                             |
| 82                     | Tarn-et-Garonne          | Louis Delmas                   |                                | PS                             |
| 83                     | Var                      | Édouard Soldani                |                                | PS                             |
| 84                     | Vaucluse                 | Jean Garcin                    |                                | PS                             |
| 85                     | Vendée                   | Michel Crucis                  |                                | UDF-PR                         |
| 86                     | Vienne                   | René Monory                    |                                | UDF-CDS                        |
| 87                     | Haute-Vienne             | Jean-Claude Peyronnet          |                                | PS                             |
| 88                     | Vosges                   | Christian Poncelet             |                                | RPR                            |
| 89                     | Yonne                    | Jean Chamant                   |                                | CNIP                           |
| 90                     | Territoire de Belfort    | Christian Proust               |                                | PS                             |
| 91                     | Essonne                  | Jean Simonin                   |                                | RPR                            |
| 92                     | Hauts-de-Seine           | Paul Graziani                  |                                | RPR                            |
| 93                     | Seine-Saint-Denis        | Jean-Louis Mons                |                                | PCF                            |
| 94                     | Val-de-Marne             | Michel Germa                   |                                | PCF                            |
| 95                     | Val-d'Oise               | Pierre Salvi                   |                                | UDF-CDS                        |
| 971                    | Guadeloupe               | Lucette Michaux-Chevry         |                                | RPR                            |
| 972                    | Martinique               | Émile Maurice                  |                                | RPR                            |
| 973                    | Guyane                   | Emmanuel Bellony               |                                | RPR                            |
| 974                    | Réunion                  | Auguste Legros                 |                                | RPR                            |
| 975                    | Saint-Pierre-et-Miquelon | Albert Pen                     | à confirmer                    | à confirmer                    |
| Élections dans les COM |                          |                                |                                |                                |
| 976                    | Mayotte                  | Younoussa Bamana               |                                | UDF                            |